# Bill Justinussen
Kristian Bill Justinussen (Klaksvík, 1963. augusztus 27. –) feröeri közgazdász és politikus, a Miðflokkurin tagja és egykori elnöke.

## Pályafutása
A Føroya Handilsskúliban végzett, és könyvelőként dolgozott.
1997-1999 között a Miðflokkurin elnöke volt. 2002-2004 között a család- és egészségügyi minisztériumot vezette Anfinn Kallsberg kormányában. Először 2004-ben választották a Løgting képviselőjévé, majd 2008-ban újraválasztották.

## Magánélete
Szülei Gunvá sz. Lydersen Klaksvíkból és Bjørn Justinussen Glyvrarból. Felesége Malena sz. Gregersen Syðrugøtából. Három gyermekük van.

## Fordítás
- Ez a szócikk részben vagy egészben a Bill Justinussen című norvég Wikipédia-szócikk ezen változatának fordításán alapul.  Az eredeti cikk szerkesztőit annak laptörténete sorolja fel. Ez a jelzés csupán a megfogalmazás eredetét és a szerzői jogokat jelzi, nem szolgál a cikkben szereplő információk forrásmegjelöléseként.